# Adenanthos cuneatus
Adenanthos cuneatus là một loài thực vật có hoa trong họ Quắn hoa, bản địa vùng bờ nam Tây Úc. Nhà tự nhiên học người Pháp Jacques Labillardière ban đầu mô tả nó năm 1805. Trong chi Adenanthos, nó thuộc đoạn Adenanthos và có họ hàng gần nhất với A. stictus. A. cuneatus có thể lai với bốn loài Adenanthos khác.